# Сарсенов, Рашид Темирбулатович
Раши́т Темирбула́тович Сарсе́нов (род. 4 апреля 1949, Кокшетау) — казахстанский предприниматель, основной владелец Нурбанка.

## Биография
Родился 1949 году в Кокшетау. Окончил Казахский политехнический институт им. Ленина, затем — аспирантуру КазГУ. Кандидат философских наук.
Карьеру начал работая преподавателем, старшим преподавателем, доцентом кафедры философии, а затем и заместителем начальника научно-исследовательской части КазГУ. 1987—1988 гг. — начальник управления, заместитель министра высшего и среднего специального образования. 1988—1992 гг. — заместитель министра народного образования Республики Казахстан.
В начале 1990-х начал заниматься торговым бизнесом. С 1993 года — президент корпорации «BSB», торгующий парфюмерией и косметикой. С 1997 года — являлся основателем и председателем совета директоров компании «Central Asia Petroleum» (Индонезия). С мая 1998 года — председатель наблюдательного совета (совета директоров) АО «Мангистаумунайгаз».

## Активы
Рашит Сарсенов владеет 90,31 % акций АО «Нурбанк» (через ТОО «JPFinance Group LLP» и ТОО «Кастинг»), 100 % страховой компании «Виктория» и сеть автозаправочных станций Helios.
В городе Павлодар владеет долями в заводах «Компания Нефтехим LTD», «KSP Steel» и «Кастинг», в Актау — заводом стеклопластиковых труб и отелем Caspian Riviera, в Актобе — золоторудным месторождением АО «AltynEx Company».
Кроме того, Сарсенову принадлежат крупнейший производитель хлебной продукции в г.Алматы - ТОО «Хлебобараночный комбинат «Аксай», АО «Восточно-Казахстанский мукомольно-комбикормовый комбинат» в городе Семей, компания по производству и реализации воды «Vita» в Алматы, винодельческий комплекс Chateau Silk Alley в Туркестанской области, торговые сети «Французский дом», Beautymania, Imperial Home, «Планета красоты», газета «Новое поколение», телеканал ХитТВ с радио Energy (ТОО «ТРК «SHAHAR), конный клуб «Дибек», «Каспийский общественный университет» и «Алматинский колледж строительства и менеджмента», торговый центр ТРК «Алма-Ата» в центре г.Алматы.
Председатель совета директоров АО "СК «Виктория».
Председатель наблюдательного совета (совета директоров) АО «Мангистаумунайгаз», другие источники указывают, что он являлся владельцем нефтяной компании «Мангистаумунайгаз». Согласно рейтингу журнала Forbes в октябре 2020 года владел активами на сумму 632 000 000 долларов.
В 2023 году Прокуратура Мангистауской области вернула в государственную собственность земельные участки, выданные с нарушением земельного законодательства. Это, в том числе, участок в 225 га, находящийся на балансе компании ТОО Oil Real Estate, принадлежащей Сарсенову

## Награды
Награждён орденом «Курмет» (2003).
Награждён орденом «Назарбаева» (2020)

## Семья
- Сарсенова Софья Темирболатовна (30.10.1946 г.р.) — старшая сестра[11] — крупный акционер АО «Нурбанк» (75 %)[12]
- сын — Сарсенов Эльдар Рашитович (04.11.1984 г.р.) председатель правления Нурбанка
- дочь — Сарсенова Карина Рашитовна (02.04.1975 г.р.) писательница, ведущая программы «Запредельное» на канале ХИТТВ.
- сын — Сарсенов Абай Рашитович (08.08.1995 г.р.)
- сын — Сарсенов Темирбулат Рашитович (23.05.2012 г.р.)